# Giorgio Marras
Giorgio Marras (Marrubiu, 15 ottobre 1971) è un ex velocista italiano.

## Biografia
Si specializzò nei 200 metri, ma ottenne risultati anche in altre discipline. Fu uno dei pochi atleti italiani convocati per la rappresentativa europea nella Coppa del mondo; nell'edizione di L'Avana 1992 fu 8º sui 100 metri piani in 10"70 e 7º con la staffetta 4×100 metri in 39"67.
Nella 4 × 100 m vinse il bronzo ai Campionati europei di Helsinki nel 1994.

## Palmarès
| Anno | Manifestazione | Sede     | Evento      | Risultato | Prestazione | Note |
| ---- | -------------- | -------- | ----------- | --------- | ----------- | ---- |
| 1992 | Europei indoor | Genova   | 200 metri   | 4º        | 21"15       |      |
| 1994 | Europei        | Helsinki | 4×100 metri | Bronzo    | 38"99       |      |

## Campionati nazionali
- 3 volte campione nazionale nei 200 metri piani (1992, 1993, 1994)

## Altre competizioni internazionali
1992
- 8º in Coppa del mondo ( L'Avana), 100 metri - 10"70
- 7º in Coppa del mondo ( L'Avana), 4×100 metri - 39"67